# Charles de L'Escalopier
Marie Joseph Charles de L'Escalopier, né le 9 avril 1812 à Liancourt-Fosse et décédé le 11 octobre 1861 à Liancourt-Fosse (Somme), est un historien, archéologue, collectionneur et bibliophile français.

## Biographie
Charles de L'Escalopier fut conservateur de la Bibliothèque de l'Arsenal à Paris et membre de plusieurs sociétés savantes : membre correspondant du Comité des travaux historiques et scientifiques (1839-1849), membre de la Société des Antiquaires de Picardie, membre résidant de la Société des Antiquaires de France en 1835, il en devint le président en 1842.
Il apporta son aide à Antoine de Salinis, alors évêque d'Amiens pour rapporter les reliques d'Aurélie Theudosie, qui fut canonisée car elle est considérée comme la première chrétienne d'Amiens dont le nom soit connu et qui connut le martyre au IIIe siècle à Rome. Les reliques ont été trouvées en 1842 dans les catacombes Saint-Hermès de Rome et ont été rapportées en 1854 dans sa supposée ville natale. Pour cette raison, Charles de l'Escalopier est représenté dans la chapelle dédiée à sainte Theudosie à côté d'Antoine de Salinis, dans la cathédrale Notre-Dame d'Amiens.
Il fit construire la Maison de L'Escalopier à Montmartre, impasse Marie-Blanche en style troubadour. Il y installa un petit musée d'orfèvrerie médiévale. Il fit construire également une serre où il conservait des plantes exotiques. Enfin, il transforma le bâtiment en bibliothèque.
Il fit don à sa mort de ses collections à la ville d'Amiens, dont une bibliothèque de 15.000 volumes, constituant un fonds particulier, disposé à partir de 1870 dans une salle spéciale de la Bibliothèque Municipale d'Amiens. 
Il habitait aussi le château de Liancourt-Fosse, détruit à la suite de la Première Guerre mondiale. 
En 1997, les archives départementales de la Somme rachetèrent le fonds d'archives Charles de L'Escalopier, coté 41 J 1 à 34, constitué essentiellement de baux des seigneurs de Liancourt-Fosse.

## Œuvres
- Essai sur la châtellenie et l'abbaye de Saint-Just-en-Chaussée, 1835.
- Annales mundi ad annum (1264), 1842.
- Sicardi, évêque de Crémone (1183-1215) Mitrale, sève de officiis ecclesiasticis Summa, 1855.
- Théophile, prêtre et moine, Essai sur divers arts, 1843.

## Distinctions
- Chevalier de la Légion d'honneur (1873)[6].